# جالیانو آترنو
جالیانو آترنو (به ایتالیایی: Gagliano Aterno) یک کومونه در ایتالیا است که در استان لاکویلا واقع شده‌است.

## خصوصیات
جالیانو آترنو ۳۳٫۳۰ کیلومترمربع مساحت و ۲۵۳ نفر جمعیت دارد و ۶۵۰ متر بالاتر از سطح دریا واقع شده‌است.

## خواهرخوانده
شهر همیلتون، انتاریو خواهرخواندهٔ جالیانو آترنو هست.